# What the Daisy Said
What the Daisy Said è un cortometraggio muto del 1910 diretto da David W. Griffith che non viene accreditato nei titoli. Il film fu sceneggiato da Stanner E.V. Taylor.

## Trama
Martha e Millie sono due graziose sorelle che vivono in una fattoria, in campagna, sognando entrambe l'amore. Martha si reca dagli zingari per farsi dire il futuro. Lo zingaro la corteggia ma in seguito la ragazza scopre che il giovane riserva le stesse attenzioni anche a sua sorella.

## Produzione
Il film fu prodotto dalla Biograph Company e venne girato nel New Jersey, al Delaware Water Gap.

## Distribuzione
Distribuito dalla Biograph Company, il film - un cortometraggio in una bobina - uscì nelle sale cinematografiche statunitensi l'11 luglio 1910. Ne venne fatta una riedizione distribuita attraverso la General Film Company il 16 settembre 1914.
Nel 1999, il film venne restaurato in una versione di 13 minuti, sonorizzata con le musiche originali di Maria Newman. Attualmente, i diritti di distribuzione sono dell'American Mutoscope & Biograph e, versione video e DVD, della Milestone Film & Video.